# Олександр Всеволодович
Олександр Всеволодович (? — після 1234) — князь белзький (1195—1208, 1215—1233) та володимирський (1208—1215). Політичний суперник князя Данила Романовича.

## Біографія
Старший син Всеволода Мстиславича. Був суперником Данила Романовича, однак у боротьбі з ним зазнав поразки.

### Під польським протекторатом
У 1208 році польські князі Лешко Білий і Конрад I Мазовецький вигнали з Володимира Святослава Ігоревича і посадили тут Олександра. Пізніше поляки хотіли посадити у Володимирі Інгвара Ярославича, але бояри полюбили його і, за згодою Лешка, Олександр знову приїхав княжити у Володимир. Белз він віддав Василькові Романовичу, зробивши це за велінням того ж Лешка. У 1211 році Лешко велів Олександру віддати Романовичам Тихомль і Перемиль, а незабаром вони відібрали у нього і Володимир, де сів Данило Романович.

### Боротьба з Романовичами
Побачивши, як легко поляки дають і забирають дане, Олександр, ймовірно, вирішив сам про себе подбати. Перш за все він був злий на своїх двоюрідних братів Романовичів. У 1215 році він виступив проти них в той момент, коли вони з усіх боків були оточені ворогами. Василько і Данило, проте, відбилися від ворогів, а потім  розорили всю Бельзску волость. Тоді Олександр посварив Данила з його тестем Мстиславом Мстиславичем Удатним, що княжив у Галичі, і всіляко схиляв останнього до війни з Романовичами. Незабаром справді почалася усобиця (в 1225 році), але в цій усобиці найбільше постраждав сам Олександр. Мстислав діяв мляво, і Белзьке князівство знову було страшно спустошене Романовичами. Незабаром Мстислав Удатний зрозумів, що його обманюють, і помирився з Данилом.

### Союз з угорцями та загибель
Після смерті Мстислава у 1227 році Данило ненадовго сів у Галичі. У 1230 бояри вчинили змову, збираючись вбити його, а стіл віддати Олександру. Змова розкрилася, і Василько Романович вигнав Олександра з Белза. Той утік до Перемишля разом зі своїми галицькими однодумцями. Але і звідси його вигнав Данило. Олександр втік в Угорщину і став піднімати проти Данила короля Андраша. Угорці захопили Галич й інші міста, а Белз та Червен віддали Олександрові та продовжували тіснити Романовичів. Олександр разом з угорцями боровся проти Данила під Шумськом. На початку 1233 року він, проте, відійшов від угорців і послав сказати Данилові: «Не годиться мені бути ніде, крім вас». Брати на радощах пробачили Олександру всі минулі образи. У 1233 р. вони взяли в облогу Галич, де сиділи угорці з крамольними боярами. Їх воєвода, боярин Ізяслав, послав сказати Олександру: «Дам тобі Галич, тільки перестань від брата». Олександр спокусився обіцянкою і відступив. Але це віроломство анітрохи не зашкодило Данилу. Галич скоро здався, а Олександр був схоплений під Шумськом у той момент, коли хотів утекти до Києва і, як можна припустити, помер у полоні після 1234 року.

## Сім'я
- Батько: Всеволод (?—1195), князь белзький (1180—1195), володимирський (1187—1188)
- Дружина: N Володимирівна, донька великого князя київського Володимира Рюриковича .
- Діти:
  - Всеволод (?—після 1245), князь белзький (1241—1245)
  - Анастасія — між 1244[4] і 1247 роками дружина мазовецького князя Болеслава І[5], після його смерті вдруге вийшла заміж за угорського магната Дмитра[6].
  - донька — вийшла заміж за польського магната Пйотра з Кракова.

### Родовід
|  |                                         |  |  |  |  |  |  |  |  |  |  |  |  |  |  |  |
|  | 4. Мстислав II, великий князь київський |  |  |  |  |  |  |  |  |  |  |  |  |  |  |  |
|  |                                         |  |  |  |  |  |  |  |  |  |  |  |  |  |  |  |
|  |                                         |  |  |  |  |  |  |  |  |  |  |  |  |  |  |  |
|  | 2. Всеволод, князь володимирський       |  |  |  |  |  |  |  |  |  |  |  |  |  |  |  |
|  |                                         |  |  |  |  |  |  |  |  |  |  |  |  |  |  |  |
|  |                                         |  |  |  |  |  |  |  |  |  |  |  |  |  |  |  |
|  | 5. Агнешка, польська князівна           |  |  |  |  |  |  |  |  |  |  |  |  |  |  |  |
|  |                                         |  |  |  |  |  |  |  |  |  |  |  |  |  |  |  |
|  |                                         |  |  |  |  |  |  |  |  |  |  |  |  |  |  |  |
|  | 1. Олександр, князь белзький            |  |  |  |  |  |  |  |  |  |  |  |  |  |  |  |
|  |                                         |  |  |  |  |  |  |  |  |  |  |  |  |  |  |  |
|  |                                         |  |  |  |  |  |  |  |  |  |  |  |  |  |  |  |
|  | 3. NN                                   |  |  |  |  |  |  |  |  |  |  |  |  |  |  |  |
|  |                                         |  |  |  |  |  |  |  |  |  |  |  |  |  |  |  |
|  |                                         |  |  |  |  |  |  |  |  |  |  |  |  |  |  |  |